# بولين (مغنية مؤلفة)
بولين (بالفرنسية: Pauline)‏ هي مغنية مؤلفة فرنسية، ولدت في 5 يناير 1988 في لنس في فرنسا.

## وصلات خارجية
- الموقع الرسمي
- بولين على موقع ميوزك برينز (الإنجليزية)
- بولين على موقع ميوزك برينز (الإنجليزية)
- بولين على موقع ديسكوغز (الإنجليزية)